# Małgorzata Piekarska (1954–2022)
Małgorzata Piekarska-Narkiewicz (ur. 14 czerwca 1954, zm. 8 sierpnia 2022 w Australii) – polska aktorka dziecięca z przełomu lat 50. i 60. Znana przede wszystkim za sprawą roli Basi w pierwszej ekranizacji powieści Kornela Makuszyńskiego "Awantura o Basię". Przez większość życia mieszkała w Australii. 
Zmarła 8 sierpnia 2022 roku. Została pochowana na Cmentarzu w Sydney (Rookwood Cemetery).

## Filmografia
- 1963: Kryptonim Nektar – Zuzka Siennicka
- 1962: Spotkanie w Bajce – dziewczynka w "Bajce"[4]
- 1960: Szatan z siódmej klasy – Basia Cisowska
- 1960: Marysia i krasnoludki – Marysia
- 1959: Awantura o Basię – Basia Bzowska

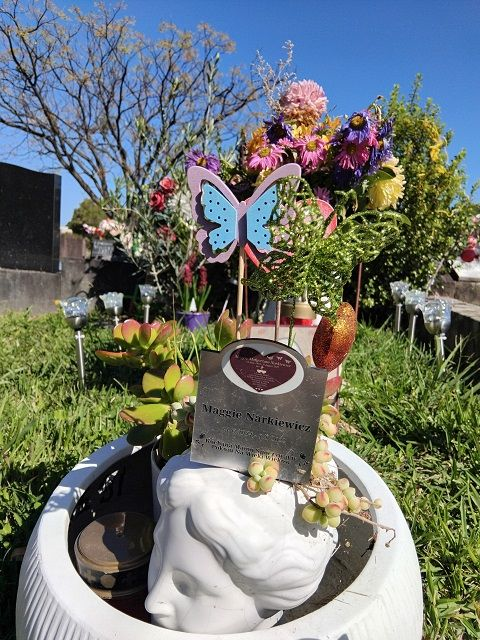
Grób Małgorzaty Piekarskiej na cmentarzu w Sydney